# Borovita
Borovita is een plaats in de gemeente Glina in de Kroatische provincie Sisak-Moslavina. De plaats telt 38 inwoners (2001).